# Dinastía Rana
La dinastía Rana (en nepalí: राणा वंश, Rāņā bāmsa) fue una dinastía Rajput hindú que gobernó el reino de Nepal desde 1846 hasta 1951, reduciendo al monarca Shah a una mera figura y haciendo que los cargos de primer ministro y otras posiciones en el gobierno fueran hereditarias. El gobierno Rana se caracterizó por ser una tiranía, con excesos, explotación económica y persecuciones religiosas. Ello cambió en 1951 con la promulgación de la nueva constitución, cuando el poder se volcó nuevamente al rey Tribhuvan. La dinastía es descendiente de Bal Narsingh Kunwar de Kaski quien se desplazó a Gorkha a comienzos del siglo XVIII y entró al servicio del Raja Nara Bhupal Shah hacia 1740, y de Bhimsen Thapa (1775–1839), quien es uno de los héroes nacionales de Nepal.

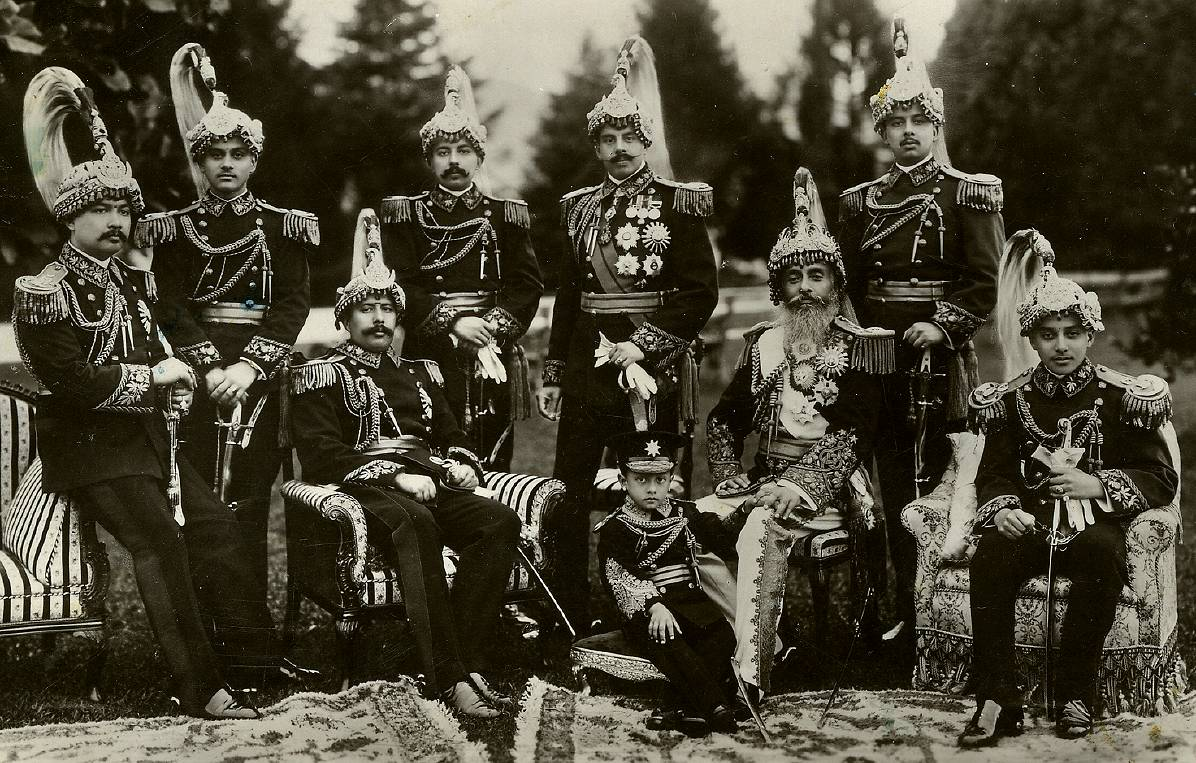
Chandra Shamsher y sus hijos; la sección más poderosa de la familia Rana

## Historia
Jung Bahadur Rana (en nepalí: जंग बहादुर कुँवर) comenzó la dinastía. Ascendió al poder en 1846 a consecuencia de la masacre Kot (en nepalí: कोत पर्व, Kot Parwa) en la cual 36 miembros de la corte del palacio incluido el primer ministro y un pariente del rey Chautariya Fate Janga Shah fueron asesinados. Estos eran tiempos inestables y Janga Bahadur trajo estabilidad al país al controlar el gobierno con firmeza. Tomó el título de Rana ("rey"), el honorífico Shrī Tīn (en nepalí: श्री ३) por lo que su nombre iba precedido por Shrī-Shrī-Shrī, y les correspondían saludos de 19 cañonazos por el Raj británico. Sin embargo los reyes Shah eran Shrī Pānch (en nepalí: श्री ५) -- Shrī-Shrī-Shrī-Shrī-Shrī—called Maharājdhirāj (en nepalí: महाराजाधिराज), "rey de reyes", y les correspondían saludos de 21 cañonazos. Los hijos y hermanos de Janga Bahadur heredaron el título Rana, y lo adoptaron como nombre de la familia en reemplazo de Kunwar.
Luego de la muerte de Jang Bahadur su hermano Ranodip Singh Rana tomó el cargo de primer ministro y título de Jang de acuerdo a los deseos de Jang. Sin embargo, el primer ministro Ranodip quien no tenía hijos fue asesinado a sangre fría por cuatro de sus sobrinos: especialmente se destaca entre ellos Bir Shamshere (hijo de Dhir Shamsher Rana, el hermano más joven de Jang) en quien Ranodip confiaba ciegamente, por lo cual pagaría con su vida. Bir Shamshere fue el principal culpable según relata el escritor británico William Digby en su libro Friend in Need:1857, Friendship Forgotten:1887 (Amigo necesitado:1857, Amistad olvidada:1887). Gen. Dhoj Narsingh Rana, el hijo mayor de Ranodip Singh, fue falsamente acusado del asesinato y se refugió en la India junto con su familia y la de Bahadur. El libro mencionado enfatiza la perfidia de los gobernantes británicos en el tratamiento de los reyes Indios, al aplicar la estrategia "Divide y trunfarás." Maharajá Sir Jang Bahadur el hijo mayor de Rana, Gen. Jagat Jang, llamado "Mukhiya Jarnel", y su nieto mayor (e hijo mayor de Gen. Jagat Jang) Gen. Yuddha Pratap, llamado "Naati Jarnel," fueron brutalmente asesinados por Bir Shamshere y sus hermanos. Sus descendientes viven actualmente en Manahara, Katmandú.
En la actualidad si alguien posee el nombre Shumshere Jang Bahadur Rana, then they come from Dhir Shumsher's lineage (el hermano más joven de Jang Bahadur) cuyo hijo Bir Shamsher realizó el golpe de Estado de 1885 asesinando a casi todos los hijos de Jang Bahadur y obligando a los hijos y sobrinos restantes a buscar refugio en la India. Dos de los hijos de Jang Bahadur Gen. Ranabir Jang y Comandante en Jefe Gen. Padma Jang Bahadur Rana fueron escoltados a Allahabad. El Gen. Ranabir Jang posteriormente intentó reclamar dicho puesto, al ascender en las filas del ejército, pero fracasó y finalmente fue muerto en batalla. Los descendientes de Ranabir Jang con el título Bir Jang Bahadur son numerosos, y viven en Katmandú, Dehradun, Delhi, Calcuta, Australia, y Gran Bretaña.
Los descendientes del Comandante en Jefe Gen. Padma Jang Bahadur Rana en la actualidad viven en Allahabad, Nepalgunj, Dehradun, Katmandú, Nueva York, Australia y el Reino Unido. El Gen. Padma Jang Bahadur Rana posteriormente escribió el libro "Vida de Sir Jang Bahadur" publicado a comienzos del 1900 en India. Sus hijos y nietos pelearon y comandaron fuerzas en Francia, Italia, Afganistán, Burma, Países Bajos, Egipto, Mesopotamia y Waziristan durante la Primera Guerra Mundial y la Segunda Guerra Mundial, ganando numerosas medallas.

## Primeros Ministros Rana
Nueve gobernadores Rana ocuparon el cargo hereditario de primer ministro. Todos se autoproclamaron maharajá de Lambjang y Kaski.
1. Shrī Tīn Jung Bahadur Rana, (18 de junio de 1816 – 25 de febrero de 1877)
Gobernó desde 1846 al 25 de febrero de 1877. Recidio los derechos hereditarios al título de Rana y un saludo de 19 cañonazos por parte del Reino Unido.
2. Shrī Tīn Ranodip Singh llamado Ranodip Singh Rana, (3 de abril de 1825 – 22 de noviembre de 1885)
Gobernó 25 de febrero de 1877 a 22 de noviembre de 1885.
3. Shrī Tīn Bir Shamsher Jang Bahadur Rana, (10 de diciembre de 1852 – 5 de marzo de 1901)
Gobernó 22 de noviembre de 1885 a 5 de marzo de 1901.
4. Shrī Tīn Dev Shamsher Jang Bahadur Rana (17 de julio de 1862 – 20 de febrero de 1914)
Gobernó 5 marzo al 27 de junio de 1901, cuando a causa de sus ideas progresistas, fue depuesto por sus parientes y enviado al exilio en la India.
5. Shrī Tīn Chandra Shamsher Jang Bahadur Rana, (8 de julio de 1863 – 26 de noviembre de 1929)
Gobernó 27 de junio de 1901 a 26 de noviembre de 1929.
6. Shrī Tīn Bhim Shamsher Jang Bahadur Rana, (16 de abril de 1865 – 1 de septiembre de 1932)
Gobernó 26 de noviembre de 1929 to 1 de septiembre de 1932.
7. Shrī Tīn Juddha Shamsher Jang Bahadur Rana, (19 de abril de 1875 – 20 de noviembre de 1952)
Gobernó 1 de septiembre de 1932 to 29 de noviembre de 1945, cuando abdica en favor de su sobrino.
8. Shrī Tīn Padma Shamsher Jang Bahadur Rana, (5 de diciembre de 1882 – 11 de abril de 1961)
Gobernó 29 de noviembre de 1945 al 30 de abril de 1948, cuando abdica en favor de su primo.
9. Shrī Tīn Mohan Shamsher Jang Bahadur Rana, (23 de diciembre de 1885 – 6 de enero de 1967)
Gobernó 30 de abril de 1948 al 18 de febrero de 1951, cuando se le quitan sus títulos, posteriormente se dirige a la India.